# 匈人语
匈人语是历史上匈人帝国的匈人所使用的语言，匈人帝国是异质的多民族部落联盟，4-5世纪间入侵中东欧，并统治的潘诺尼亚平原大部。关于该语言的记录非常零散，只有留有少数单词。匈人帝国内部的语言很多样，:377当时学者普利斯库斯指出，匈人帝国内匈人语、哥德语和其他被征服部落的语言一起使用。:382
由于没有保留任何匈人语的铭文或整句，该语言的书面证据非常有限，几乎完全是希腊语和拉丁语资料中转写的专有名词。:376
匈人语目前还无法分类，:201:58但由于这些专有名词的来源，可将它与突厥语系、蒙古语系和叶尼塞语系语言相比较。:58:30大多数学者支持突厥语。许多学者认为现有证据不足以确定系属。

## 语料
当时欧洲匈人的观察家，如普利斯库斯和6世纪史学家约达尼斯记录下来匈人语3个词：
在村庄里，我们得到了食物--小米而不是玉米--以及当地人所称的medos。我们的随从得到了小米和一种大麦饮料，野蛮人称之为kamos。:424:58
匈人以这样的哀鸣来悼念他[阿提拉]时，在他的坟墓上举行了他们称之为strava的庆祝活动，并大肆欢庆。:425
medos是一种类似于蜂蜜酒的饮料；kamos是一种大麦饮料；strava是一种葬礼宴席，这些词都来自印欧语系。:424–426它们可能是斯拉夫语、日耳曼语和/或伊朗语来源。:424–426:58Maenchen-Helfen认为strava可能来自讲斯拉夫语的线人。:425
所有其他匈人语信息都在人名和部落名称中。:376

## 可能的系属关系

### 无法分类
鉴于语料库过小，一些学者认为匈人语不可分类。:50:136–137:201–202:148:209András Róna-Tas指出，“非常少的信息来源往往是相互矛盾的。”:208

### 突厥语系或阿尔泰语言联盟
Karl Heinrich Menges、Omeljan Pritsak等历史学家和语言学家们认为，这些专有名词只允许将匈人语定为阿尔泰语系语言。:17虽然Menges对语言证据持保留态度，但他对匈人的看法是：“有民族学理由认为他们是突厥人或接近突厥人。”:17作为进一步的可能性，Menges认为匈人语可能是蒙古语系或满-通古斯语系，也可能是介于蒙古语和突厥语间的语言。:17Pritsak分析了33个现存已知匈人语人名后得出结论：“它不是突厥语，而是一种介于突厥语和蒙古语间的语言，可能比后者更接近前者。与保加尔语和现代楚瓦什语有很强联系，但也与奥斯曼土耳其语和雅库特语有词汇和形态上的联系。”:470
传统和普遍的观点是，匈奴人和/或匈人是讲突厥语的。Otto Maenchen-Helfen认为，匈人许多部落和专有名词似乎源于突厥语，就表明该语言是突厥语。:392–411金尹真同样认为，“从我们所知道的专有名词来看，似乎极有可能大部分人讲突厥语，至少匈人精英主要是讲突厥语的。”:30丹尼斯·塞诺虽然不大认可将匈人作为一个整体进行分类，但他指出，部分匈人精英可能讲突厥语，尽管部分匈人的名字不可能是突厥语。:202历史学家Peter Heather虽然在1995年支持突厥假说为“最佳假说”，:5此后却转而表示怀疑，:1482010年说“事实是我们不知道匈人说什么语言，而且可能永远不会知道。”:209Savelyev和Jeong同样指出，“以前提出的大多数匈人名字的突厥词源远非明确，所以还不能从这类数据中得出定论。”

### 叶尼塞语系
一些学者--最著名的是Lajos Ligeti(1950/51)和蒲立本(1962)--声称西伯利亚的语言，特别是凯特语--叶尼塞语系的成员--可能是匈奴和/或匈人语的主要来源（甚至可能是语言核心）。:4, 14, 48, 103–6, 108–9, 130–1, 135–6, 182, 204, 263, 286, 310匈奴语为叶尼塞语系说最早由蒲立本提出，后来由于科特语、Pumpokol词表的完善，亚历山大·沃文利用这些词表进行了更准确的重建，从而加强了这一理论。金尹真2013年提出，匈奴人经历了像察合台汗国那样的语言翻转，在吸收了丁零或敕勒人后从叶尼塞语变为乌古尔语支。:20–30
Vajda (et al. 2013)提出，匈人精英讲叶尼塞语，并影响了该地区的其他语言。叶尼塞人后来可能被突厥和蒙古群体同化。
Alexander Savelyev和郑聪元批评了蒲立本的叶尼塞说，指出叶尼塞词汇可能来自匈奴人和叶尼塞人都不具备的共享文化词汇。

### 印欧语系
所有3个被古代文献描述为“匈人语”的词似乎都来自印欧语。:424–426
一些学者认为，一种日耳曼语，可能是哥德语，可能与另一种匈人语共存，充当匈人帝国的通用语。:254:142:329Maenchen-Helfen认为medos和kamos这两个词就可能是日耳曼语的。:424–426他认为Attila、Bleda、Laudaricus、Onegesius、Ragnaris和Ruga这些人名都是日耳曼语的，:386–389Heather还加上了Scottas和Berichus这两个名字。:329金尹真对这样的方法提出质疑，认为有“更可能的突厥语来源”。:30在其他地方，他认为匈人名字的日耳曼化可能是帝国西部的匈人精英们一项有意识的政策。:111
Maenchen-Helfen还将一些名字归类为伊朗语支。:390–391Christopher Atwood认为，作为他提出的“匈”人词源的一种解释，“他们的国家或联盟必须被视为粟特语/巴克特里亚语[讲伊朗语]领导和组织的结果。”:47匈奴人的对象包括操伊朗语支语言的奄蔡和萨尔马提亚人，:146–167Maenchen-Helfen认为，伊朗语支名字可能是从波斯人那里借来的，而且不早于5世纪；他认为这意味着奄蔡在阿提拉帝国内部的影响力很小。:443金尹真则认为匈人中有许多人讲伊朗语支语言。:4, 8
strava一词被认为是斯拉夫语族来源，表明匈奴人中存在讲斯拉夫语的人。然而，Peter Heather认为，这个词“当然是一个非常小的桩子，可用来证明本无记载的斯拉夫人在阿提拉帝国中发挥了重要作用的说法。”:39419世纪，一些俄国学者认为，匈人作为一个整体都使用斯拉夫语。:223

### 乌拉尔语系
19世纪，德国汉学家柯恒儒认为匈人语属于芬兰-乌戈尔语族，并将他们与古马扎尔人相联系。:87–89

## 可能的文字
匈人语的书面形式是有可能存在的，可能还能从文物中识别出来。普利斯库斯记载，匈人秘书用一份名单读出了逃犯的名字。:204Franz Altheim认为这不是希腊语或拉丁语，而是一种类似保加尔人乌古尔语支的文字。:204他认为，这种符文是由匈人从中亚带入欧洲的，是适应匈人语（乌古尔突厥语）的古粟特字母。:55, 204Zacharias Rhetor在507/508 AD写道，阿兰Qardust主教到高加索匈人土地上待了7年，回来时带着用匈人语写的书。:204关于匈奴-鲜卑的符文系统是否真的存在，以及是否是更广泛的欧亚文字的一部分，它们与8世纪产生的突厥字母的关系，尚存在一些争议。:205

## 脚注
1. 1 2 3 4 5 6 7 8 9 10 11 12 13 14 15  Maenchen-Helfen 1973.
2. 1 2 3  Sinor 1990.
3. 1 2 3 4  Pronk-Tiethoff 2013.
4. 1 2 3 4 5 6 7 8 9  Kim 2013.
5. 1 2  Vajda, Edward J. (2013). Yeniseian Peoples and Languages: A History of Yeniseian Studies with an Annotated Bibliography and a Source Guide. Oxford/New York: Routledge.
6. 1 2 3 4  Savelyev & Jeong 2020.
7. ↑  Schenker, Alexander M. . Yale University Press. 1995: 6  [2015-11-22]. ISBN 9780520015968. （原始内容存档于2015-11-23）.
8. ↑  Vékony, Gábor. . Matthias Corvinus. 2000: 236  [2020-03-04]. ISBN 9781882785131. （原始内容存档于2015-09-24）.
9. ↑  Doerfer 1973.
10. ↑  Golden 2006.
11. 1 2  Heather 2006.
12. 1 2 3 4  Heather 2010.
13. ↑  Róna-Tas 1999.
14. 1 2 3  Menges 1995.
15. ↑  Pritsak 1982.
16. ↑  Heather 1995.
17. ↑  E. G. Pulleyblank, "The consonontal system of old Chinese" [Pt 1], Asia Major, vol. IX (1962), pp. 1–2.
18. ↑  Vajda 2013.
19. ↑  Vovin, Alexander. . Central Asiatic Journal. 2000, 44 (1): 87–104.
20. ↑  Wolfram 1990.
21. ↑  Wolfram 1997.
22. 1 2  Heather 2005.
23. 1 2  Kim 2015.
24. ↑  Atwood 2012.
25. ↑  Maenchen-Helfen 1945.
26. ↑  Wright 1997.